# Robert H. Schuller
Robert Harold Schuller (Alton, Iowa, 16 september 1926 – Artesia, Californië, 2 april 2015) was een Amerikaanse televisiedominee, stichter en hoofdpredikant van de Crystal Cathedral-gemeente, bekend van de internationale televisiekerkdienst Hour of Power. Hij was predikant en auteur.

## Bekendheid
Als predikant en stichter van de Crystal Cathedral gemeenschap in Garden Grove, Californië was Schuller wekelijks wereldwijd te horen en te zien op Hour of Power, de eerste en meest bekeken televisiekerkdienst ter wereld. Op dit moment is Hour of Power het op vier na meest langlopende wekelijkse programma in de televisiegeschiedenis. Met een wereldwijd publiek van ongeveer 20 miljoen personen, behoorde dr. Schuller tot 's wereld meest beluisterde sprekers. Zijn lokale gemeente in de Crystal Cathedral in Garden Grove, Californië, telt meer dan 10.000 bezoekers.
Als spreker en motivator was hij veelgevraagd voor zakelijke conferenties op verschillende locaties over de hele wereld: Afrika, Japan, Zuid-Korea, Zwitserland, Noorwegen, Duitsland, Hongkong, Australië, Nederland, Canada en de Verenigde Staten. Daarnaast was dr. Schuller bekend geworden door zijn 37 bestsellers.
Zijn zoon Robert A. Schuller is ook bekend van Hour of Power en heeft in 2008 ervoor gekozen zijn eigen weg te gaan. Al zijn dochters waren op een bepaald gebied nauw betrokken bij het werk van hun vader. Robert H. Schuller had achttien kleinkinderen.

## Biografie

### Jonge jaren
Op 16 september 1926 werd Robert Harold Schuller geboren in het Amerikaanse Alton (Iowa), als jongste van de vijf kinderen in een Nederlandse boerenfamilie. Het gezin Schuller leefde op een kleine boerderij net een paar kilometer buiten het dorp. Al op jonge leeftijd wist de kleine Schuller dat hij een predikant wilde worden. Hij ging naar de lagere school en daarna naar het Hope College in Holland (Michigan), waar hij een Bachelor of Arts degree haalde. Na de zomer thuis te hebben doorgebracht koos hij ervoor om terug te keren naar Michigan om er theologie te gaan studeren aan de Western Theological Seminary. In 1950 ontving hij zijn doctoraat.

### Het begin van een bediening

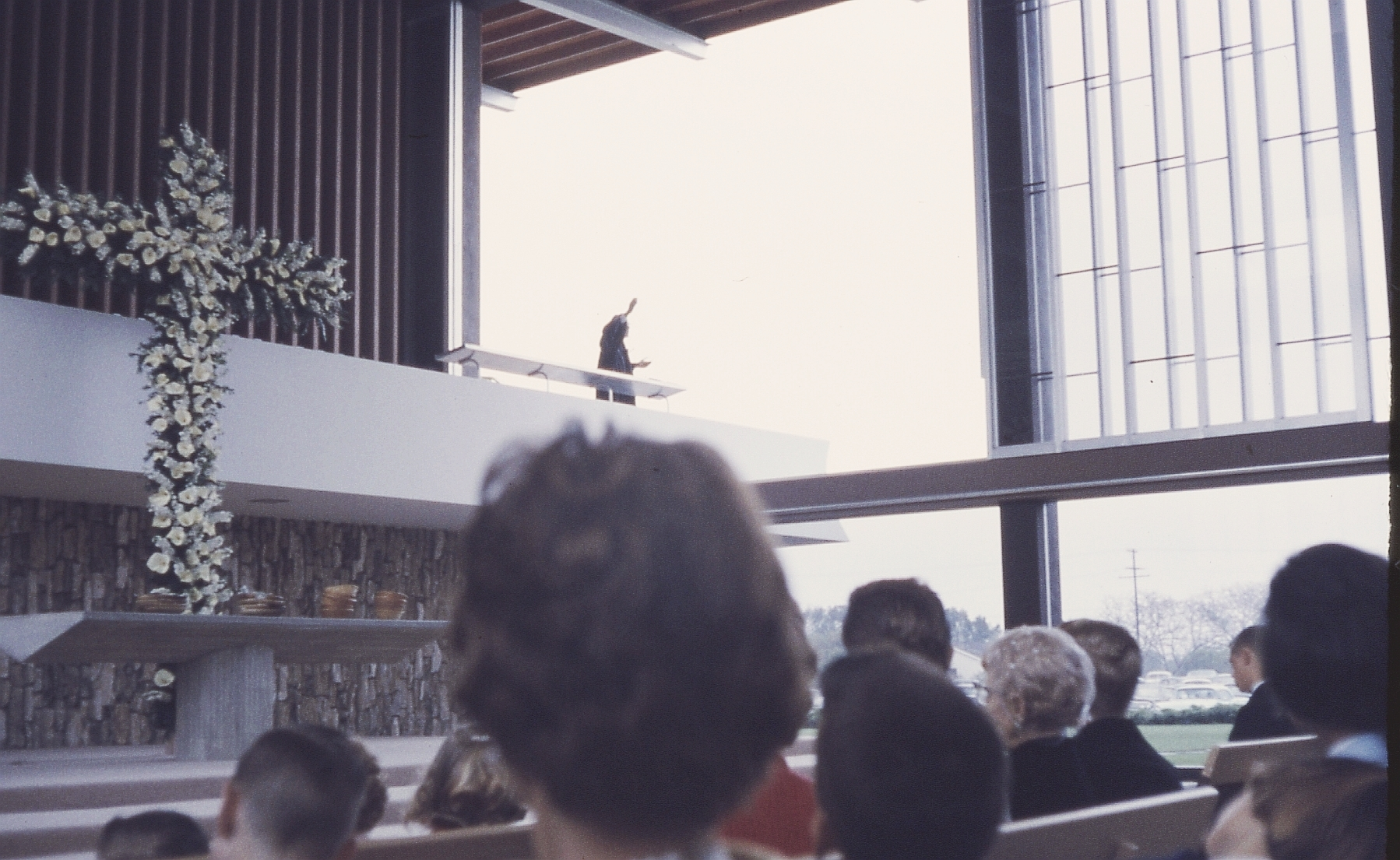
Schuller predikt in de Garden Grove Drive In Church voor de mensen binnen en de mensen die buiten in hun auto zitten.

Kort daarna ontmoette hij Arvella de Haan uit Newkirk. Ze trouwden 15 juni 1950 en verhuisden naar Ivanhoe, een voorstad van Chicago, waar Robert Harold Schuller was gevraagd om voorganger te worden van een kleine kerk. Na vierenhalf jaar werd hem gevraagd om een nieuwe gemeente te beginnen in Orange County (Californië). Robert stelde een lijst met locaties op waar hij een kerk in zou kunnen beginnen. Bijna allemaal vielen ze af en uiteindelijk bleef er nog maar een over: een drive-in theater. Robert H. Schuller besloot daar zijn kerk te beginnen. Vanaf het dak van de snackbar hield hij wekelijks zijn preken en speelde zijn vrouw op het orgel. Niet lang daarna was het drive-intheater compleet gevuld met autorijdende kerkgangers.
Een aantal jaren later kreeg Robert H. Schuller de mogelijkheid een stuk grond in Garden Grove te kopen en daar een kerk te bouwen. Vlak daarvoor had hij een ontmoeting gehad met Rosie Gray, een gehandicapte vrouw die door een beroerte niet meer kon lopen en praten. Elke zondag tilde haar man Rosie in de auto en reed naar het drive-intheater voor de kerkdienst. Het einde van het drive-intheater zou het einde van de kerkbezoeken van Rosie beteken, dus besloot Robert om op zondag twee diensten te houden. Een in het nieuwe kerkgebouw en een in het drive-intheater. Het verlangen groeide om de twee kerken samen te smelten tot een unieke walk-in drive-inkerk en in 1961 werd dit prestigieuze project onder leiding van architect Richard Neutra gerealiseerd. De kerk was zo gebouwd dat Schuller kon preken voor zowel de bezoekers in de kerk als de bezoekers in de auto buiten op het parkeerterrein. Terwijl de positieve christelijke boodschap door de gemeenschap weerklonk, bleef het bezoekersaantal van de Garden Grove Community Church, zoals het toen heette, groeien.

### Hour of Power en de megakerk

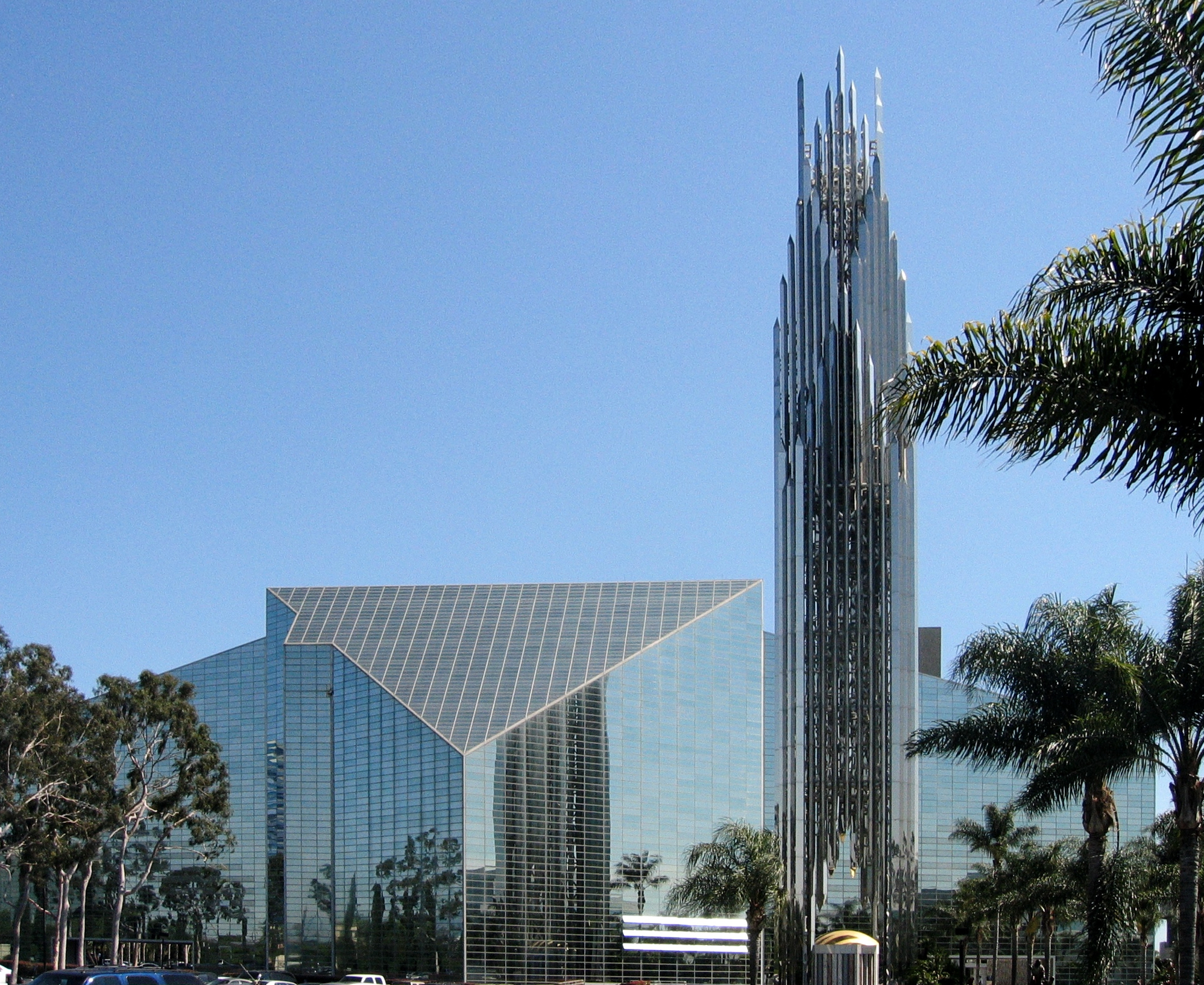
Crystal Cathedral

Zich bewust van Schullers snel groeiende gemeente, adviseerde dominee Billy Graham Schuller een televisieprogramma te beginnen om wekelijks de diensten uit te zenden. “Noem het Hour of Power”, zei Graham. In februari 1970 lanceerde Schuller het programma Hour of Power, waarbij zijn vrouw de rol van producer had – een opvallende stap voor een vrouw in die tijd. Midden jaren 70 bereikte Hour of Power alle huizen in de Verenigde Staten. Met de plotseling toegenomen nationale bekendheid begon de Garden Grove Community Church uit zijn voegen te barsten.
Het was de aanzet tot de bouw van de tegenwoordig internationaal bekende Crystal Cathedral. In 1974 gaf dominee Schuller architect Philip Johnson de opdracht met een bouwontwerp te komen. Het gebouw moest aan een aantal eisen voldoen: er moesten 3.000 zitplaatsen zijn en het openlucht-gevoel dat dominee Schuller had op het dak van de snackbar van het drive-intheater diende behouden te worden. De kerk was compleet van glas en ingericht als een televisiestudio. Na enige tijd bezochten een miljoen mensen jaarlijks de Crystal Cathedral en werd Hour of Power op meer dan 180 televisiezenders over de hele wereld uitgezonden.

### Roerige jaren
In 2006 nam Robert Harold Schuller afstand van zijn functie en werd zijn zoon Robert Anthony Schuller benoemd als hoofdpredikant. Op 26 oktober 2008 maakte persbureau Associated Press bekend dat de wegen van vader en zoon Schuller zouden scheiden. Robert A. Schuller zou per direct niet meer voorgaan in het televisieprogramma Hour of Power. De verschillen van inzicht tussen vader en zoon zouden hieraan ten grondslag liggen. Volgens de Crystal Cathedral Ministry was het besluit van de zoon ingegeven door de plannen van het bestuur om zo veel mogelijk mensen te bereiken door verschillende sprekers een platform te bieden.
In het voorjaar van 2009 kondigde Robert H. Schuller aan dat hij opnieuw voor een korte termijn samen met zijn dochter Sheila leiding zou geven aan de Crystal Cathedral Ministry. Op 13 maart 2012 deed Robert H. Schuller samen met zijn familie afstand van de aanspraken op de Crystal Cathedral Ministry. Het kerkgebouw kwam in 2013 in handen van het rooms-katholieke bisdom Orange, waarvan het nu als Christ Cathedral de kathedrale kerk is.

### Laatste jaren
In 2013 werd bij Schuller slokdarmkanker geconstateerd met uitzaaiingen naar de lymfeklieren. In februari 2015 werd gemeld dat hij een groot gedeelte van zijn korte- en langetermijngeheugen kwijt was. Op 2 april 2015 overleed Schuller op 88-jarige leeftijd.

## Uitspraken
- God loves you, and so do I
- Believe in the God who believes in you
- Find a need and fill it – find a hurt and heal it
- Turn your Scars into Stars - Hurts into Halos
- What you believe is what you will achieve
- Blessed are those whose dreams are shaped by their hopes, not by their hurts
- Tough times never last, but tough people do
- Yes, you can be a dreamer and a doer too, if you will remove one word from your vocabulary: impossible
- Let your hopes, not your hurts, shape your future
- Anyone can count the seeds in an apple, but only God can count the number of apples in a seed
- For every mountain there is a miracle